# Lista de deputados federais do Brasil da 38.ª legislatura
Esta é a lista de deputados federais do Brasil da 38.ª legislatura do Congresso Nacional. Inclui-se o nome civil dos parlamentares, o partido ao qual eram filiados na data da posse e a quantidade de votos que receberam para sua eleição, sua unidade federativa de origem, bem como outras informações. Esta legislatura da Câmara dos Deputados durou de 1.º de fevereiro de 1947 a 31 de janeiro de 1951.

## Composição das bancadas
| Partido | Líder                   | Bancada   | Posição  |
| ------- | ----------------------- | --------- | -------- |
| PSD     | Benedito Valadares (MG) | 161 / 305 | Governo  |
| UDN     | Juracy Magalhães (BA)   | 83 / 305  | Governo  |
| PTB     | Vargas Neto (DF)        | 24 / 305  | Governo  |
| PCB     | João Amazonas (DF)      | 14 / 305  | Governo  |
| PR      | Lino Machado (PA)       | 11 / 305  | Governo  |
| PPS     | Stênio Gomes (CE)       | 4 / 305   | Oposição |
| PSP     | Manuel Vítor (SP)       | 3 / 305   | Oposição |
| PDC     | Arruda Câmara (PE)      | 2 / 305   | Oposição |
| PRP     | João Café Filho (RN)    | 2 / 305   | Oposição |
| PL      | Raul Pilla (RS)         | 1 / 305   | Governo  |

## Mesa diretora
| Imagem | Cargo              | Nome                  | Partido | Estado            |
| ------ | ------------------ | --------------------- | ------- | ----------------- |
|        | Presidente         | Carlos Cirilo Jr      | PSD     | São Paulo         |
|        | 1° vice-presidente | Benjamin Farah        | PTB     | Distrito Federal  |
|        | 2° vice-presidente | Artur Bernardes Filho | PR      | Minas Gerais      |
|        | 1° secretário      | João Batista Luzardo  | PSD     | Rio Grande do Sul |
|        | 2° secretário      | Sousa Leão            | PDC     | Ceará             |
|        | 3° secretário      | Prado Kelly           | UDN     | Rio de Janeiro    |
|        | 4° secretário      | Campos Vergal         | PRP     | São Paulo         |
|        | 1° suplente        | João Adeodato         | PPS     | Ceará             |
|        | 2° suplente        | Manuel Vítor          | PSP     | São Paulo         |
|        | 3° suplente        | Maurício Grabois      | PCB     | Distrito Federal  |
|        | 4° suplente        | Raul Pilla            | PL      | Rio Grande do Sul |

## Relação
São relacionados os candidatos eleitos com informações complementares da Câmara dos Deputados.
| Os Deputados desta legislatura | Partido | Votação |
| Acre                           | Acre    | Acre    |
| ------------------------------ | ------- | ------- |
| Castelo Branco                 | PSD     | 3.775   |
| Hugo Carneiro                  | PSD     | 3.671   |
| Alagoas                        |         |         |
| Silvestre Péricles             | PSD     | 6.105   |
| Medeiros Neto                  | PSD     | 5.278   |
| Lauro Montenegro               | PSD     | 3.591   |
| Freitas Cavalcanti             | UDN     | 3.465   |
| Rui Palmeira                   | UDN     | 3.399   |
| Mário Gomes de Barros          | UDN     | 3.356   |
| José Maria de Melo             | PSD     | 3.319   |
| Afonso de Carvalho             | PSD     | 2.741   |
| Farias Júnior                  | PSD     | 2.704   |
| Amapá                          |         |         |
| Coaracy Nunes                  | PSD     | 4.133   |
| Amazonas                       |         |         |
| Severiano Nunes                | UDN     | 4.600   |
| Leopoldo Neves                 | PTB     | 2.493   |
| Leopoldo Peres                 | PSD     | 2.262   |
| Pereira da Silva               | PSD     | 1.680   |
| Cosme Ferreira                 | PSD     | 1.504   |
| Bahia                          |         |         |
| Juracy Magalhães               | UDN     | 18.591  |
| Otávio Mangabeira              | UDN     | 13.480  |
| Eunápio de Queirós             | PSD     | 12.346  |
| Manoel Novaes                  | UDN     | 12.028  |
| Guilherme Marback              | PSD     | 11.445  |
| Lauro de Freitas               | PSD     | 11.419  |
| Luís Viana Filho               | UDN     | 10.968  |
| Hildebrando de Góis            | PSD     | 9.998   |
| Vieira de Melo                 | PSD     | 9.390   |
| Clemente Mariani               | UDN     | 9.321   |
| Dantas Junior                  | UDN     | 8.940   |
| Aloísio de Castro              | PSD     | 8.359   |
| Régis Pacheco                  | PSD     | 8.121   |
| Altamirando Requião            | PSD     | 7.803   |
| Rafael Cincurá                 | UDN     | 7.525   |
| Negreiros Falcão               | PSD     | 7.141   |
| Nestor Duarte                  | UDN     | 7.045   |
| João Mendes                    | UDN     | 6.068   |
| Alberico Fraga                 | UDN     | 5.822   |
| Aliomar Baleeiro               | UDN     | 5.816   |
| Rui Santos                     | UDN     | 5.688   |
| Carlos Marighella              | PCB     | 5.188   |
| Theódulo Albuquerque           | PPS     | 4.158   |
| Luís Lago                      | PTB     | 1.862   |
| Ceará                          |         |         |
| Fernandes Távora               | UDN     | 23.024  |
| Paulo Sarasate                 | UDN     | 15.131  |
| Moreira da Rocha               | PSD     | 14.107  |
| Gentil Barreira                | UDN     | 13.942  |
| Beni Carvalho                  | UDN     | 12.175  |
| Frota Gentil                   | PSD     | 11.673  |
| Francisco Monte                | PSD     | 11.630  |
| Edgar de Arruda                | UDN     | 11.450  |
| Stênio Gomes                   | PPS     | 10.952  |
| João Adeodato                  | PPS     | 10.700  |
| Raul Barbosa                   | PSD     | 9.626   |
| Osvaldo Studart                | PSD     | 9.522   |
| Egberto Rodrigues              | UDN     | 6.707   |
| Fernandes Teles                | UDN     | 6.667   |
| Alencar Araripe                | UDN     | 5.991   |
| José de Borba                  | UDN     | 5.866   |
| Leão Sampaio                   | UDN     | 5.553   |
| Distrito Federal               |         |         |
| João Amazonas                  | PCB     | 18.379  |
| Maurício Grabois               | PCB     | 15.243  |
| Batista Neto                   | PCB     | 14.177  |
| Hermes Lima                    | UDN     | 13.823  |
| Euclides Figueiredo            | UDN     | 11.846  |
| Jonas de Moraes Correia        | PSD     | 11.344  |
| Jurandir Pires                 | UDN     | 10.230  |
| José Romero                    | PSD     | 8.932   |
| Ruy Almeida                    | PTB     | 3.201   |
| Benjamin Farah                 | PTB     | 2.035   |
| Vargas Neto                    | PTB     | 1.750   |
| Gurgel do Amaral               | PTB     | 1.022   |
| José Segadas Viana             | PTB     | 795     |
| Benício Fontenele              | PTB     | 753     |
| Paulo Baeta Neves              | PTB     | 722     |
| Antônio José da Silva          | PTB     | 592     |
| Barreto Pinto                  | PTB     | 537     |
| Espírito Santo                 |         |         |
| Ari Viana                      | PSD     | 14.745  |
| Carlos Lindenberg              | PSD     | 12.758  |
| Eurico Sales                   | PSD     | 9.019   |
| Vieira de Rezende              | PSD     | 8.192   |
| Álvaro Castelo                 | PSD     | 8.181   |
| Asdrúbal Soares                | PSD     | 8.060   |
| Luís Cláudio                   | UDN     | 4.900   |
| Goiás                          |         |         |
| Domingos Velasco               | UDN     | 8.915   |
| Diógenes Magalhães             | PSD     | 7.705   |
| João de Abreu                  | PSD     | 7.147   |
| Caiado de Godoy                | PSD     | 5.941   |
| Galeno Paranhos                | PSD     | 5.534   |
| Jales Machado                  | UDN     | 5.447   |
| Guilherme Xavier               | PSD     | 5.324   |
| Guaporé                        |         |         |
| Aluizio Ferreira               | PSD     | 1.288   |
| Maranhão                       |         |         |
| Lino Machado                   | PR      | 13.044  |
| Alarico Pacheco                | UDN     | 7.962   |
| Crepory Franco                 | PSD     | 6.393   |
| Vitorino Freire                | PSD     | 4.534   |
| Odilon Soares                  | PSD     | 4.208   |
| Luís Carvalho                  | PSD     | 4.186   |
| José Neiva                     | PSD     | 3.434   |
| Afonso Matos                   | PSD     | 3.297   |
| Antenor Bogéa                  | UDN     | 1.100   |
| Mato Grosso                    |         |         |
| Dolor de Andrade               | UDN     | 6.828   |
| João Ponce de Arruda           | PSD     | 5.046   |
| Argemiro Fialho                | PSD     | 4.938   |
| Martiniano de Araújo           | PSD     | 4.436   |
| Agrícola Paes de Barros        | UDN     | 4.173   |
| Minas Gerais                   |         |         |
| Benedito Valadares             | PSD     | 41.663  |
| Martins Soares                 | PSD     | 26.596  |
| Juscelino Kubitschek           | PSD     | 26.293  |
| Carlos Luz                     | PSD     | 24.895  |
| Rodrigues Seabra               | PSD     | 22.764  |
| Pedro Dutra                    | PSD     | 19.705  |
| Bias Fortes                    | PSD     | 18.897  |
| Duque de Mesquita              | PSD     | 18.807  |
| Israel Pinheiro                | PSD     | 17.731  |
| Monteiro de Castro             | UDN     | 16.612  |
| João Henrique                  | PSD     | 15.875  |
| Cristiano Machado              | PSD     | 15.242  |
| Jaci Figueiredo                | PR      | 14.215  |
| José Bonifácio                 | UDN     | 14.118  |
| Magalhães Pinto                | UDN     | 14.001  |
| Wellington Brandão             | PSD     | 13.264  |
| Joaquim Libânio                | PSD     | 13.164  |
| Daniel de Carvalho             | PR      | 13.049  |
| José Maria Alkmin              | PSD     | 12.594  |
| Augusto Viegas                 | PSD     | 12.320  |
| Artur Bernardes Filho          | PR      | 12.263  |
| Gustavo Capanema               | PSD     | 12.131  |
| Gabriel Passos                 | UDN     | 11.735  |
| Rodrigues Pereira              | PSD     | 11.654  |
| Noraldino Lima                 | PSD     | 11.350  |
| Milton Campos                  | UDN     | 11.331  |
| Celso Machado                  | PSD     | 10.821  |
| Olinto Fonseca                 | PSD     | 10.748  |
| Mário Brant                    | PR      | 10.148  |
| Filipe Balbi                   | PR      | 10.145  |
| Lopes Cançado                  | UDN     | 9.593   |
| Artur Bernardes                | PR      | 8.548   |
| Licurgo Leite                  | UDN     | 8.444   |
| Lery Santos                    | PTB     | 6.457   |
| Ezequiel Mendes                | PTB     | 4.415   |
| Pará                           |         |         |
| Agostinho Monteiro             | UDN     | 11.818  |
| Deodoro de Mendonça            | PPS     | 8.414   |
| Duarte de Oliveira             | PSD     | 6.716   |
| Lameira Bittencourt            | PSD     | 6.700   |
| Epílogo de Campos              | UDN     | 5.358   |
| Carlos Nogueira                | PSD     | 4.490   |
| Nelson Parijós                 | PSD     | 4.437   |
| João Botelho                   | PSD     | 4.342   |
| Moura Carvalho                 | PSD     | 3.554   |
| Paraíba                        |         |         |
| Argemiro de Figueiredo         | UDN     | 13.989  |
| Janduhy Carneiro               | PSD     | 10.547  |
| João Agripino                  | UDN     | 10.356  |
| João Úrsulo                    | UDN     | 9.797   |
| Samuel Duarte                  | PSD     | 9.683   |
| Plínio Lemos                   | UDN     | 7.533   |
| José Joffily                   | PSD     | 7.076   |
| Ernani Sátiro                  | UDN     | 6.759   |
| Fernando Nóbrega               | UDN     | 6.310   |
| Osmar de Aquino                | UDN     | 4.907   |
| Paraná                         |         |         |
| Fernando Flores                | PSD     | 17.750  |
| Munhoz de Melo                 | PSD     | 15.984  |
| Lauro Lopes                    | PSD     | 12.442  |
| João Aguiar                    | PSD     | 9.454   |
| Bento Munhoz da Rocha          | UDN     | 9.290   |
| Aramis Athayde                 | PSD     | 9.178   |
| Melo Braga                     | PTB     | 7.879   |
| Erasto Gaertner                | UDN     | 6.952   |
| Gomy Júnior                    | PSD     | 5.890   |
| Pernambuco                     |         |         |
| João Cleofas                   | UDN     | 19.491  |
| Gregório Bezerra               | PCB     | 14.341  |
| Agamenon Magalhães             | PSD     | 13.532  |
| Jarbas Maranhão                | PSD     | 10.150  |
| Lima Cavalcanti                | UDN     | 9.382   |
| Gercino Pontes                 | PSD     | 9.124   |
| Oscar Carneiro                 | PSD     | 8.996   |
| Osvaldo Lima                   | PSD     | 8.748   |
| Sousa Leão                     | PDC     | 8.677   |
| Arruda Câmara                  | PDC     | 8.406   |
| Costa Porto                    | PSD     | 8.301   |
| Ulisses Lins                   | PSD     | 7.595   |
| Alde Sampaio                   | UDN     | 7.243   |
| João Ferreira Lima             | PSD     | 7.107   |
| Barbosa Lima Sobrinho          | PSD     | 5.706   |
| Agostinho Dias de Oliveira     | PCB     | 5.160   |
| Paulo Guerra                   | PSD     | 5.140   |
| Gilberto Freyre                | UDN     | 4.148   |
| Alcedo Coutinho                | PCB     | 2.917   |
| Piauí                          |         |         |
| José Cândido Ferraz            | UDN     | 27.443  |
| Renault Leite                  | PSD     | 9.262   |
| Arêa Leão                      | PSD     | 8.964   |
| Sigefredo Pacheco              | PSD     | 8.600   |
| Coelho Rodrigues               | UDN     | 8.345   |
| Antônio Correia                | UDN     | 5.144   |
| Adelmar Rocha                  | UDN     | 4.046   |
| Rio Branco                     |         |         |
| Antônio Martins                | PSD     | 592     |
| Rio de Janeiro                 |         |         |
| Amaral Peixoto                 | PSD     | 29.088  |
| Prado Kelly                    | UDN     | 12.623  |
| Eduardo Duvivier               | PSD     | 11.669  |
| Carlos Pinto Filho             | PSD     | 11.396  |
| Claudino Silva                 | PCB     | 11.291  |
| Paulo Fernandes                | PSD     | 10.323  |
| Romão Júnior                   | UDN     | 9.885   |
| Getúlio de Moura               | PSD     | 9.836   |
| Heitor Collet                  | PSD     | 9.046   |
| José Leomil                    | UDN     | 8.874   |
| Bastos Tavares                 | PSD     | 8.304   |
| Soares Filho                   | UDN     | 8.014   |
| Acúrcio Torres                 | PSD     | 7.915   |
| Brígido Tinoco                 | PSD     | 7.864   |
| Miguel Couto Filho             | PSD     | 6.866   |
| Alcides Sabença                | PCB     | 6.403   |
| Abelardo Mata                  | PTB     | 2.101   |
| Rio Grande do Norte            |         |         |
| José Augusto                   | UDN     | 14.348  |
| João Café Filho                | PRP     | 11.239  |
| Dioclécio Duarte               | PSD     | 7.516   |
| José Augusto Varela            | PSD     | 7.268   |
| Walfredo Gurgel                | PSD     | 7.116   |
| Mota Neto                      | PSD     | 6.994   |
| Aluízio Alves                  | UDN     | 5.788   |
| Rio Grande do Sul              |         |         |
| Gaston Englert                 | PSD     | 52.444  |
| Adroaldo Costa                 | PSD     | 48.248  |
| Brochado da Rocha              | PSD     | 45.579  |
| Eloy Rocha                     | PSD     | 26.650  |
| Teodomiro Fonseca              | PSD     | 23.518  |
| Damaso da Rocha                | PSD     | 23.317  |
| Daniel Faraco                  | PSD     | 22.740  |
| João Batista Luzardo           | PSD     | 21.525  |
| João Neves da Fontoura         | PSD     | 20.176  |
| Raul Pilla                     | PL      | 16.996  |
| Flores da Cunha                | UDN     | 16.489  |
| Antero Leivas                  | PSD     | 14.550  |
| Manuel Duarte                  | PSD     | 12.679  |
| Artur de Sousa Costa           | PSD     | 10.159  |
| Bittencourt de Azambuja        | PSD     | 9.596   |
| Glicério Alves                 | PSD     | 9.219   |
| Nicolau Vergueiro              | PSD     | 7.731   |
| Mércio Teixeira                | PSD     | 7.401   |
| Artur Fischer                  | PTB     | 6.595   |
| Pedro Vergara                  | PSD     | 6.262   |
| Abílio Fernandes               | PCB     | 5.947   |
| Osório Tuiuty                  | UDN     | 4.759   |
| Santa Catarina                 |         |         |
| Aderbal Ramos da Silva         | PSD     | 28.007  |
| Tavares do Amaral              | UDN     | 14.434  |
| Altamiro Guimarães             | PSD     | 14.346  |
| Otacílio Costa                 | PSD     | 9.806   |
| Tomaz Fontes                   | UDN     | 9.636   |
| Orlando Brasil                 | PSD     | 6.907   |
| Roberto Grossenbacher          | PSD     | 5.933   |
| Rogério Vieira                 | PSD     | 5.469   |
| Hans Jordan                    | PSD     | 4.224   |
| São Paulo                      |         |         |
| Carlos Cirilo Júnior           | PSD     | 67.633  |
| Gofredo Teles Júnior           | PSD     | 39.543  |
| José Maria Crispim             | PCB     | 36.657  |
| Novelli Júnior                 | PSD     | 31.360  |
| Gastão Vidigal                 | PSD     | 30.935  |
| Mário Masagão                  | UDN     | 27.248  |
| Antônio Feliciano              | PSD     | 24.639  |
| César Costa                    | PSD     | 23.862  |
| Martins Filho                  | PSD     | 22.403  |
| Sílvio de Campos               | PSD     | 21.404  |
| Osvaldo Pacheco                | PCB     | 18.420  |
| Hugo Borghi                    | PTB     | 17.938  |
| Benedito Costa Neto            | PSD     | 17.829  |
| Paulo Nogueira Filho           | UDN     | 17.094  |
| Romeu Lourenção                | UDN     | 17.087  |
| Manuel Vítor                   | PSP     | 16.977  |
| José Armando                   | PSD     | 15.959  |
| Jorge Amado                    | PCB     | 15.315  |
| Mário Scott                    | PCB     | 13.570  |
| Plínio Barreto                 | UDN     | 13.489  |
| Horácio Lafer                  | PSD     | 13.093  |
| José João Abdalla              | PSD     | 13.067  |
| Lopes Ferraz                   | PSD     | 12.857  |
| Ataliba Nogueira               | PSD     | 12.591  |
| Sampaio Vidal                  | PSD     | 12.238  |
| José Alves Palma               | PSD     | 11.893  |
| Guaraci Silveira               | PTB     | 11.468  |
| Altino Arantes                 | UDN     | 10.459  |
| Aureliano Leite                | UDN     | 10.318  |
| Toledo Piza                    | UDN     | 10.300  |
| Pedroso Júnior                 | PTB     | 8.319   |
| Campos Vergal                  | PRP     | 7.547   |
| Romeu Fiori                    | PTB     | 6.934   |
| Berto Condê                    | PTB     | 6.895   |
| Eusébio Rocha                  | PTB     | 5.667   |
| Sergipe                        |         |         |
| Leite Neto                     | PSD     | 26.279  |
| Leandro Maciel                 | UDN     | 10.699  |
| Amando Fontes                  | UDN     | 8.097   |
| Heribaldo Vieira               | UDN     | 7.299   |
| Graco Cardoso                  | PSD     | 5.878   |